# Giuseppe Bogoni
Giuseppe Bogoni (Zimella, 2 settembre 1907 – Roma, 5 gennaio 1982) è stato un politico e antifascista italiano.

## Biografia
Nato a Zimella, scelse la fede valdese dopo il matrimonio. Fu segretario della Gioventù del Partito Socialista Italiano (massimalista) e, subito dopo la laurea in lettere, fu costretto ad emigrare.
Bogoni combatté nella milizia del POUM durante la guerra di Spagna nella colonna internazionale Lenin sul fronte di Huesca.
Antifascista, fu esule in Francia dal giugno del 1937 e, dopo i moti di Barcellona, qui siglò i suoi articoli con il nome di battaglia Martini. Dopo la resa della Francia nel giugno del 1940, è passato nella clandestinità, a Lione, insieme a Duilio Balduini e Rosa Winkler.
Fu arrestato in un raid a Parigi all'inizio del 1944 mentre trasportava dei documenti riservati. Alla fine della guerra poté ritornare in Italia: si trasferì a Taranto per fare propaganda repubblicana e impedire un pronunciamento dei reparti della Marina a favore della monarchia. Deputato socialista di Lecce dal 1948 al 1963, morì il 5 gennaio 1982.
Fu il primo protestante ad entrare nel Parlamento repubblicano a metà del 1952, dove sedette sino al 1963. Si batté per l'affermazione della libertà religiosa sollecitando le forze politiche e i governi all'attuazione dell'articolo 8 della Costituzione, in modo particolare per i culti acattolici.